# Ouratea andongensis
Ouratea andongensis là một loài thực vật có hoa trong họ Ochnaceae. Loài này được (Hiern) Exell mô tả khoa học đầu tiên năm 1927.